# Bulvar Rokossovskogo (stanice Moskevského centrálního okruhu)
Bulvar Rokossovskogo (rusky Бульвар Рокоссовского) je stanice na Moskevském centrálním okruhu. Zde je možné přestoupit na stanici Bulvar Rokossovskogo na Sokolničeské lince moskevského metra, která je vzdálena cca 300 metrů.

## Charakter stanice
Stanice Bulvar Rokossovskogo se nachází na hranici čtvrtí Bogorodskoje a Metrogorodok na západ od křížení Otkrytého šosse (Открытое шоссе) a Šestého projezdu  Podbělskogo (6-й проезд Подбельского).
Stanice disponuje jedním bočním a jedním ostrovním nástupištěm. U hrany bočního nástupiště zastavují vlaky jedoucí ve směru hodinových ručiček, u hrany ostrovního nástupiště zastavují vlaky, které jedou opačným směrem. Stanice disponuje jedním nadzemním vestibulem, který ústí na zem mezi Šestým projezdem Podbělskogo a Ivantějevskou ulicí (Ивантеевская улица), a který je laděn do bílé a modré barvy.
Stanice Bulvar Rokossovskogo se stane součástí dopravně-přestupního uzlu, který sjednotí průchodem stanici Moskevského centrálního okruhu a stanici metra.